# NGC 2218
NGC 2218 é um asterismo na direção da constelação de Gemini. O objeto foi descoberto pelo astrônomo Edward Cooper em 1853, usando um telescópio refrator com abertura de 13,5 polegadas. 